# RoboCop 3 (film)
RoboCop 3 is een Amerikaanse sciencefiction-actiefilm uit 1993 onder regie van Fred Dekker. Het is het derde deel in de RoboCop-filmserie. De eerste twee films –  uit 1987 en 1990 – werden geregisseerd door respectievelijk Paul Verhoeven en Irvin Kershner. 

## Synopsis
Omni Consumer Products  (OCP), de firma die eerder de cyborg RoboCop maakte, staat aan de rand van een faillissement. Het bedrijf heeft inmiddels het grootste deel van Detroit ontruimd voor de bouw van een gloednieuwe stad,  Delta City. Dit project moet OCP er weer financieel bovenop helpen. Het blijkt dat het nietsontziende moederbedrijf hele gezinnen uit hun huis zet om plaats te maken voor het nieuwe vastgoedproject. De politie van Detroit wordt vervangen door een speciaal door OCP aangesteld "Rehabs"-team onder leiding van Paul McDaggett, maar hierdoor neemt de criminaliteit in de stad juist toe. 
Een kleine groep bewoners van het oude Detroit blijft vechten voor hun huis, maar ze dreigen de strijd te verliezen. Onder hen is Nikko Halloran, een jong meisje dat bij de ontruiming van de stad haar ouders is kwijtgeraakt. RoboCop keert zich tegen zijn eigen ontwerpers als zijn oude collega Ann Lewis wordt gedood door McDaggett. Hij voegt zich bij Nikko en de andere vrijheidsstrijders.
RoboCop krijgt onder meer te maken met strijdlustige ninja-robots ontworpen door Kanemitsu, een Japans technologiebedrijf dat een contract heeft afgesloten met OCP. RoboCops nieuwste hightechwapenarsenaal blijkt ontoereikend wanneer hij een heel bedrijfsleger tegenover zich krijgt. Uiteindelijk weet hij met hulp van de wetenschapper Marie Lazarus, een van zijn vroegere ontwerpers, de overwinning te behalen. McDaggett wordt uitgeschakeld en OCP wordt voorgoed opgedoekt.

## Rolverdeling
| Acteur            | Personage                |
| ----------------- | ------------------------ |
| Robert John Burke | RoboCop                  |
| Jill Hennessy     | Dr. Marie Lazarus        |
| Remy Ryan         | Nikko Halloran           |
| Nancy Allen       | Anne Lewis               |
| John Castle       | Paul McDaggett           |
| Bruce Locke       | Otomo                    |
| Jodi Long         | Keiko Halloran           |
| John Posey        | David Halloran           |
| Rip Torn          | CEO OCP                  |
| Felton Perry      | Donald Johnson           |
| CCH Pounder       | Bertha                   |
| Mako              | Kanemitsu                |
| Robert DoQui      | Brigadier Warren Reed    |
| Stanley Anderson  | Zack                     |
| Stephen Root      | Coontz                   |
| Daniel von Bargen | Moreno                   |
| Bradley Whitford  | Jeffrey Fleck            |
| Mario Machado     | Nieuwslezer Casey Wong   |
| Eva LaRue         | Nieuwslezeres Debbie Dix |